# Saint-Jouan-des-Guérets
Saint-Jouan-des-Guérets (bret. Sant-Yowan-an-Havreg) – miejscowość i gmina we Francji, w regionie Bretania, w departamencie Ille-et-Vilaine.
Według danych na rok 1990 gminę zamieszkiwało 2221 osób, a gęstość zaludnienia wynosiła 240 osób/km² (wśród 1269 gmin Bretanii Saint-Jouan-des-Guérets plasuje się na 274. miejscu pod względem liczby ludności, natomiast pod względem powierzchni na miejscu 867.).